# Evangelhos de Ostromir

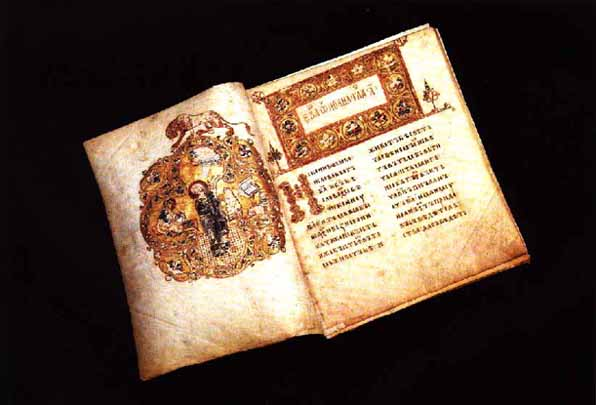
Os Evangelhos de Ostromir, escritos em eslavo eclesiástico com muitas grafias que refletem a recensão eslava oriental, são famosos por suas miniaturas brilhantes. A abertura do Evangelho de São João, com o seu retrato Evangelista.

Os Evangelhos de Ostromir (em russo:  Остромирово Евангелие) é o livro datado mais antigo da Rússia de Kiev. Os arqueólogos dataram o Códice de Novogárdia, uma tabuinha de cera com trechos dos Salmos, descoberta em 2000, para um período anterior, mas ao contrário dos Evangelhos de Ostromir, não contém uma data explícita. Atualmente está guardado na Biblioteca Nacional da Rússia.
Os Evangelhos de Ostromir foram criados em 1056 ou 1057 (ano 6564 no calendário bizantino) pelo diácono Gregório para seu patrono Ostromir, o posadinique de Novogárdia, provavelmente como um presente para um mosteiro.

## Descrição

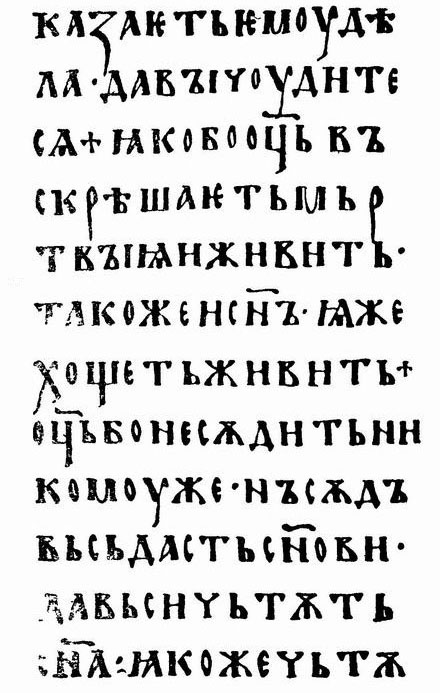
Evangelho de Ostromir

O livro é um lecionário manuscrito iluminado do Livro do Evangelho contendo apenas leituras de dias de festa e domingos. Está escrito em caligrafia uncial grande em duas colunas em 294 folhas de pergaminho de tamanho 20 x 24 cm. Cada página contém dezoito linhas. O livro termina com a observação do escriba sobre as circunstâncias de sua criação.
Sobreviveram três retratos de evangelistas de página inteira, feitos por dois artistas diferentes, e muitas páginas possuem elementos decorativos. A grande semelhança entre esta e as páginas equivalentes do Lecionário Mistislau sugere que ambas se baseiam num protótipo comum, agora perdido. Os dois artistas que produziram os retratos dos evangelistas foram fortemente influenciados pelos modelos bizantinos, mas o estilo dos retratos dos santos Marcos e Lucas parece derivar de placas esmaltadas bizantinas, e não de manuscritos.
Mais manuscritos russos antigos sobreviveram de Novogárdia, que nunca foi ocupada pelos mongóis, do que de qualquer outro centro. Como outros manuscritos russos medievais, os Evangelhos de Ostromir foram escritos em uma versão local peculiar do eslavo eclesiástico. Por exemplo, a palavra "водоу" ('água') é encontrada em vez da forma acusativa correta do antigo eslavo "водж", e a palavra "дрѫже" ('amigo') é encontrada em vez de "дроуже" no forma vocativa.

## História posterior
Pensa-se que o livro foi levado de um dos mosteiros de Novogárdia para a coleção pessoal dos czares russos no Kremlin de Moscou, onde foi registado pela primeira vez em 1701. Pedro, o Grande, ordenou que fosse levado para São Petersburgo, onde havia nenhuma menção a ele até 1805, quando foi descoberto no camarim da falecida Catarina, a Grande.
Os Evangelhos foram depositados na Biblioteca Pública Imperial de São Petersburgo, onde permanece. Alexandre Vostokov foi o primeiro a estudá-lo em profundidade, demonstrando que o eslavo eclesiástico do manuscrito reflete a formação linguística eslava oriental do escriba. A primeira edição fac-símile foi publicada sob a supervisão de Vostokov em 1843.
Em 1932, a capa do livro cravejada de pedras preciosas induziu um encanador a arrombar uma caixa, remover e roubar a encadernação e esconder os pergaminhos atrás de uma estante. Embora o livro tenha sido recuperado rapidamente, nenhuma encadernação substituta foi fornecida até o momento.